# 로케 올센
로케 헤르만 올센 폰타나(스페인어: Roque Germán Olsen Fontana; 1925년 9월 9일, 사우세 데 루나 ~ 1992년 6월 15일, 안달루시아 주 세비야)는 줄여서 로케 올센(스페인어: Roque Olsen)으로 알려진 아르헨티나의 전 축구 선수이자 감독이다.

## 선수 경력
올센은 고향 인근 엔트레 리오스 주 파라나에서 축구를 시작했다. 1949년, 그는 티그레에 입단했고, 이듬해에는 리그 우승을 거둔 아베야네다의 라싱 클루브로 이적하였다. 라싱 클루브 소속으로 15경기 출전한 그는 레알 마드리드로 이적하여 마드리드 선수단의 주축 골잡이로 활동했다. 그는 1950년 말에 코르도바에서 말년을 보내고 은퇴했다.

## 감독 경력
올센은 코르도바를 이끌고 감독일을 시작했는데, 1962년에 라 리가 승격을 이룩했다. 이후, 그는 데포르티보, 사라고사, 그리고 바르셀로나를 지도했다. 그는 엘체, 세비야, 그리고 셀타 비고도 이끌었었다. 그가 마지막으로 이끌었던 구단은 라스 팔마스로, 1992년에 영면에 들기 전까지 선수단을 지휘했다.